# 小行星10111
小行星10111（10111 Fresnel）是一颗绕太阳运转的小行星，为主小行星带小行星。该小行星于1992年7月25日发现。

## 轨道参数
小行星10111的轨道半长轴为2.5543112 UA，离心率为0.011。